# Iakubivka, Illinți
Iakubivka (în ucraineană Якубівка) este localitatea de reședință a comunei Iakubivka din raionul Illinți, regiunea Vinnița, Ucraina.

## Demografie
Componența lingvistică a localității Iakubivka
     Ucraineană (98,34%)
     Alte limbi (1,66%)
Conform recensământului din 2001, majoritatea populației localității Iakubivka era vorbitoare de ucraineană (98,34%), existând în minoritate și vorbitori de alte limbi.